# Breutelia scorpioides
Breutelia scorpioides är en bladmossart som beskrevs av Brotherus 1904. Breutelia scorpioides ingår i släktet gullhårsmossor, och familjen Bartramiaceae. Inga underarter finns listade i Catalogue of Life.